# Góry Diabelce
Góry Diabelce (także: Czarcie Góry) – pasmo wzgórz wysoczyzny morenowej, w miejscu gdzie Wysoczyzna Świecka opada stromo ku lewemu brzegowi Wisły, w rejonie wsi Wiąg i Sartowice. W najwyższym punkcie mają 92 m n.p.m. (wzniesienie zwane Czarcią Kazalnicą).
Diabelce są dobrym punktem widokowym na Wisłę i miejscowości na jej drugim brzegu. Poprowadzono tu ścieżkę dydaktyczną Góry Diabelce (12 punktów z tablicami informacyjnymi), a w Sartowicach utworzono punkt widokowy. Trasa zapoznaje turystów z krajobrazami dna doliny Wisły i strefy jej zboczy (spotykane są tu liczne osuwiska, a piasek nie jest w wielu miejscach zwarty). Występują tu różne typy gleb – brunatnoziemne, deluwialne próchnicze, mady, gleby mułowe oraz torfowe. Rosną w tym rejonie lasy charakterystyczne dla zbiorowisk grądowych, źródliskowych, kserotermicznych i wodnych. Atrakcyjny turystycznie krajobraz nadają okolicy łąki i sady. Stoki wzniesień były w przeszłości wykorzystywane przez bernardynów ze Świecia do uprawy winorośli i chmielu. Nazwa wywodzi się natomiast z czasów średniowiecznych – diabły, które miały mieć swoje pieczary w stokach wzgórz, nie pozwalały rybakom i flisakom przepływać po tym odcinku Wisły nocą.
W 2025 na ich obszarze utworzono rezerwaty przyrody Czarcie Góry i Zbocza Świętopełka.